# Gaston Flosse
Gaston Flosse (Rikitea, Mangareva, 24 de juny de 1931) és un polític de la Polinèsia Francesa. El seu pare era originari de la Lorena i la seva mare de les Illes Gambier. El 1938 es van instal·lar a Pirae (Tahití) i va estudiar amb els germans de Ploërmel de Papeete. Després treballà un temps com a professor i en el camp de les assegurances, cosa que li va permetre contactar amb les famílies més riques de les Illes. S'ha casat dos cops i té nou fills, un dels quals és apadrinat per Jacques Chirac.

## Carrera política
El 1958 es va unir al moviment gaullista local dirigit per Rudy Banbridge, i el 1965 fou elegit alcalde de Pirae. El 1967 entrà per primer cop a l'Assemblea de la Polinèsia Francesa amb la Union tahitienne tetahoera’a ma’ohi UT-UDR, i de 1977 a 1996 amb el nou moviment fundat per ell, Tahoera'a Huiraatira. Aquest partit es va vincular al Reagrupament per la República (RPR) i aleshores es va fer amic de Jacques Chirac. Amb el RPR fou elegit diputat a l'Assemblea Nacional Francesa a les eleccions legislatives franceses de 1978, 1986 i 1993, i diputat al Parlament Europeu a les eleccions europees de 1984. Des de 1998 és senador. El 1978 i el 1986-1988 també fou nomenat Secretari d'Estat del Pacífic.
Fou un dels artífex de l'obtenció del primer estatut d'autonomia de la Polinèsia Francesa. El gener de 1996, poc després de la represa i la paralització definitiva dels assaigs nuclears al Pacífic, va anunciar, després de reunir-se amb Jacques Chirac, aleshores President de la República, que l'Estat pagaria 990 milions de francs (150 milions d'euros) a l'any durant deu anys en el territori per compensar la pèrdua dels fluxos financers generats fins al moment pel centre de proves al Pacífic. Uns mesos més tard, va obtenir un estatut d'autonomia ampliat per al territori. Sota el govern de Lionel Jospin, els crèdits augmentaren en un 11% des de 2000.
A les eleccions legislatives de Polinèsia Francesa de 2004 tots els altres partits s'uniren en la Unió per la Democràcia (UPLD) i aconseguiren desbancar-lo com a President de la Polinèsia Francesa. S'inicià aleshores un període d'inestabilitat política, que no va canviar després de les eleccions legislatives de Polinèsia Francesa de 2008.

## Escàndols judicials
Flosse va ser acusat d'estar implicat en la misteriosa desaparició de periodista tahitià Jean-Pascal Couraud, àlies JPK, el desembre de 1997. Segons els familiars de JPK, aquest periodista va ser assassinat a causa de la informació que tenia sobre la presumpta existència d'un compte de Jacques Chirac al Japó, però no es pogué demostrar res. El 2000 i 2001 fou acusat de suborn i tràfic d'influències, però fou absolt pels tribunals. Un tribunal de Papeete el condemnà el 22 de juliol de 2006 a tres mesos de presó pel cobrament il·legal d'interessos, però no es dictà pena d'inhabilitació. El febrer de 2009 fou condemnat per malversació de fons públics a un any d'inhabilitació, un any de llibertat condicional i una multa de 2 milions de francs CFP (aproximadament 16.700 euros). El 24 setembre de 2009 fou confirmada la sentència.
El 6 de juliol de 2009 el fiscal de Papeete demanà l'aixecament de la immunitat parlamentària, processat per malversació de fons públics i suborn. Alguns dies més tard, fou registrada la seu del seu partit i la seva secretària personal fou posada sota detenció preventiva. També fou registrada la seva casa particular de París.
Després de la petició de la Procuradoria General de Papeete, l'oficina del Senat aixecà parcialment la immunitat parlamentària de Flosse el 22 de juliol de 2009, autoritzant la seva detenció: és la quarta vegada des del 1995 que aquesta decisió és presa contra un senador. El 24 juliol de 2009 a les 7 de la tarda, Gaston Flosse fou posat sota custòdia en els locals de la Divisió Nacional d'Investigació Financera de Nanterre. El 15 de setembre de 2009 l'oficina del Senat examinà una nova sol·licitud de suspensió de la immunitat parlamentària (sol·licitud d'autorització de detenció provisional) que fou rebutjada per prematura, abans d'una possible acusació [25]. Dos dies després, Gaston Flosse fou posat novament en presó preventiva a Papeete. Va ser acusat el 30 de setembre de 2009.
El 4 octubre de 2009, va ser el torn de la seva companya, Pascale Haiti, qui fou processada a Tahití acusada de destruir proves en aquest cas que té a veure amb un "pacte de corrupció" on Flosse en seria "el centre".
El 3 de novembre de 2009, l'oficina del Senat aixecà la immunitat parlamentària de Flosse. El 10 de novembre, Gaston Flosse va ser detingut i posat sota arrest domiciliari de Faaa-Nuutania. Després de ser posat en llibertat condicional el passat 25 de novembre, va ser empresonat novament el 3 de desembre de 2009.